# Blonde and Blonder
Blonde and Blonder (br: Ataque das Loiras) é um filme canadense de comédia e ação, produzido em 2007 e lançado em 2008, dirigido por Dean Hamilton e estrelado Pamela Anderson e Denise Richards.
O título do filme é uma referência a Dumb and Dumber.

## Sinopse
Duas loiras bonitas, mas totalmente loucas e atrapalhadas, se conhecem durante uma aula de aviação, tornando-se melhores amigas, descobrindo também que são vizinhas há quase um ano. Dee Twiddle é uma dançarina profissional de seios grandes e dona de Virgil, uma tartaruga de estimação com problema de gases. Já Dawn St. Dom, é uma ex-secretária, que está tentando fazer carreira na dança. Dois mafiosos confundem Dee e Dawn com Gata e Gatinha, a dupla de melhores assassinas do mundo, e as contrata para "tirarem" Wong (o chefe da máfia rival) da jogada. Acreditando que devem levar o homem para um "encontro", as patricinhas Dee e Dawn se envolvem nas maiores confusões, passando a serem perseguidas pelos criminosos, pela polícia federal e também pelas verdadeiras assassinas.

## Elenco
- Pamela Anderson - Dee Twiddle[2]
- Denise Richards - Dawn St. Dom[3]
- Emmanuelle Vaugier - A Gata
- Meghan Ory - A Gatinha
- Kevin Farley - Leo, o gângster
- John Farley - Swan, a gângster
- Joey Aresco - Agente Campbell
- Garry Chalk - Agente Gardenia
- Byron Mann - Sr. Wong
- Jay Brazeau - Louie Ramoli
- Woody Jeffreys - Ken, Dawns Dreamguy
- Kyle Labine - Leutant Porter
- John Tench - Evangelos, sócio de Ramolies
- Alex Bruhanski - Padrinho de Gangsterboss
- Phoenix Ly - Um Olho, um dos assassinos de Wang